# Deconstructed
 (octobre 2017).
Si vous disposez d'ouvrages ou d'articles de référence ou si vous connaissez des sites web de qualité traitant du thème abordé ici, merci de compléter l'article en donnant les références utiles à sa vérifiabilité et en les liant à la section « Notes et références ».
Albums de Bush
Razorblade Suitcase
(1996) The science of things
(1999)
Singles
1. Mouth (The Stingray Mix)
Sortie : 7 octobre 1997

Deconstructed est un album de remixes du groupe de rock britannique Bush, sorti en 1997.

## Présentation
L'album ne contient aucun titre inédit et se compose, en fait, de collaborations entre Bush et divers producteurs de musique électronique dans le but de remixer certaines des chansons du groupe précédemment éditées.
Dans un entretien de 1997 avec le magazine NY Rock, Gavin Rossdale, le chanteur du groupe, commente le développement de Deconstructed :
« It was an interesting idea, to try and mix two completely different genres, maybe influence the whole dance and techno scene with some good old fashioned rock. In a way, they are the old singles, but remixed they’ve got a completely different slant which is certainly interesting. »
— Gavin Rossdale

« C'était une idée intéressante d'essayer et de mélanger deux genres complètement différents pour, peut-être, influencer toute la scène dance et techno avec un bon rock à l'ancienne. En quelque sorte, ce sont de vieux singles mais, remixés, ils ont une inclinaison complètement différente ce qui est assurément intéressant. »
Mouth (The Stingray Mix) paraît en single en 1997 et devient un petit succès, en grande partie en raison de son apparition exceptionnelle tant dans la bande-annonce que dans le film american, lui-même, Le Loup-garou de Paris (1997).
La onzième piste, In a Lonely Place, est une reprise de Joy Division, précédemment diffusée par Bush sur la bande originale du film The Crow : La Cité des anges et, également, disponible en face B du CD single Bonedriven.
Trois morceaux de cet album, Mouth (The Stingray Mix), Everything Zen (The Lhasa Fever Mix) et Swallowed (Goldie / Toasted Both Sides Please mix) apparaissent également sur la compilation du groupe de 2005, The Best Of: 1994–1999 (en).
Quatre mois après sa sortie, le 6 mars 1998, Deconstructed est certifié disque d'or aux États-Unis par la RIAA, pour plus de 500 000 exemplaires vendus.

## Liste des titres
Toutes les chansons sont écrites et composées par Gavin Rossdale.
| 1.    | Everything Zen (The Lhasa Fever mix)                     | Sixteen Stone (1994)                           | 4:17 |
| 2.    | Mouth (The Stingray mix)                                 | Razorblade Suitcase (1996)                     | 4:36 |
| 3.    | Swallowed (Goldie/Toasted Both Sides Please mix)         | Razorblade Suitcase                            | 5:49 |
| 4.    | Synapse (Philip Steir/My Ghost in the Bush of Life mix)  | Razorblade Suitcase                            | 6:29 |
| 5.    | History (Dub Pistols mix)                                | Razorblade Suitcase                            | 5:45 |
| 6.    | Personal Holloway (Fabio Paras/Soundclash Republic mix)  | Razorblade Suitcase                            | 6:22 |
| 7.    | Bonedriven (Mekon/Beat Me Clever mix)                    | Razorblade Suitcase                            | 5:16 |
| 8.    | Insect Kin (Jack Dangers/Drum and Bees mix)              | Razorblade Suitcase                            | 7:04 |
| 9.    | Comedown (Lunatic Calm mix)                              | Sixteen Stone                                  | 6:38 |
| 10.   | Everything Zen (Derek DeLarge mix)                       | Sixteen Stone                                  | 7:18 |
| 11.   | In a Lonely Place (Tricky mix) (reprise de Joy Division) | BO du film The Crow : La Cité des anges (1996) | 6:00 |
| 66:58 |                                                          |                                                |      |

Note
- Dans l'édition européenne de l'album, Mouth (The Stingray Mix) est plus long, pour une durée de 5 min 59 s[9].

## Membres du groupe
- Gavin Rossdale : guitare, chant
- Dave Parsons : basse
- Robin Goodridge : batterie
- Nigel Pulsford : guitare